# Prismatomeris filamentosa
Prismatomeris filamentosa är en måreväxtart som beskrevs av William Grant Craib. Prismatomeris filamentosa ingår i släktet Prismatomeris och familjen måreväxter. Inga underarter finns listade i Catalogue of Life.